# Vicious Rumors
Vicious Rumors ist eine US-amerikanische Power-Metal-Band, die im Jahr 1979 von Geoff Thorpe in Santa Rosa, Kalifornien, gegründet wurde. Thorpe ist in der von häufigen Umbesetzungen geprägten Geschichte der Band die einzige personelle Konstante.

## Geschichte
Bei ihrer Gründung bestand die Band neben Thorpe aus Sänger Mark Tate, Gitarrist Jim Cassero, Bassist Jeff Barnacle und Walt Perkins am Schlagzeug. Erste Auftritte absolvierte man mit Metallica, Mötley Crüe, Lääz Rockit und Exodus bei den sogenannten Metal Mondays in der San Francisco Bay Area. Nach einigen Demoaufnahmen, Beiträgen zu Metal-Samplern und einer Reihe von Besetzungswechseln unterschrieb die Band einen Vertrag bei dem Plattenlabel Shrapnel Records von Mike Varney. Mit Sänger Gary St. Pierre, Bassist Dave Starr, Schlagzeuger Larry Howe und dem später vor allem als Sologitarrist tätigen Vinnie Moore erschien im Jahr 1986 das Debütalbum Soldiers of the Night, das vor allem in Europa gut aufgenommen wurde. Moore und St. Pierre verließen bald darauf die Band und wurden durch Mark McGee und Carl Albert ersetzt, womit sich schließlich die Besetzung der kommenden sieben Jahre gefunden hatte.
Nach Veröffentlichung des zweiten Albums Digital Dictator (1988) folgte der Wechsel zu Atlantic Records. Hier erschienen Vicious Rumors (1990), Welcome to the Ball (1991) und das in Tokyo aufgezeichnete Livealbum Plug In and Hang On (1992). Als sich Thorpe an beiden Händen operieren lassen musste und der Fortbestand der Band auf der Kippe stand, beendete Atlantic den Vertrag mit Vicious Rumors. Nach seiner Erholung nahm Thorpe das Management selbst in die Hand und arbeitete fortan mit diversen kleineren Labels zusammen. Im Jahr 1994 erschien dann das sechste Album Word of Mouth. Die Vorbereitungen zu dessen Nachfolger Something Burning (1996) wurden allerdings durch den Tod des Sängers Carl Albert am 22. April 1995 überschattet. Geoff Thorpe übernahm daraufhin neben der Gitarrenarbeit auch noch den Gesang auf dem Album.
In den folgenden Jahren kam es wieder zu zahlreichen Besetzungswechseln. So war auf Cyberchrist (1998) neben Thorpe nur noch Larry Howe in der Band und an den Aufnahmen zu Sadistic Symphony (2001) wirkte auch dieser nicht mehr mit. Das 2006 veröffentlichte Album Warball sah dann aber die Rückkehr von Howe und Dave Starr. Es wurde von James Rivera (Helstar) eingesungen, der die Band allerdings nur ein Jahr später wieder verließ. Mit Razorback Killers erschien 2011 das zehnte Studioalbum der Band. Im Jahr 2013 veröffentlichten Vicious Rumors ihr neues Album Electric Punishment.

## Diskografie

### Studioalben
- Soldiers of the Night (1986)
- Digital Dictator (1988)
- Vicious Rumors (1990)
- Welcome to the Ball (1991)
- Word of Mouth (1994)
- Something Burning (1996)
- Cyberchrist (1998)
- Sadistic Symphony (2001)
- Warball (2006)
- Razorback Killers (2011)
- Electric Punishment (2013)
- Concussion Protocol (2016)
- Celebration Decay (2020)

### Sonstiges
- The Voice (EP, 1994)

### Live
- Plug In and Hang On: Live in Tokyo (Livealbum, 1992)
- A Tribute to Carl Albert (Livealbum, 1995)
- The First Ten Years (VHS, 1996)
- Crushing the World (DVD, 2005)
- Live You To Death (Livealbum, 2012)
- Live You To Death 2 - American Punishment (Livealbum, 2014)

## Stil
Die Band spielt insbesondere auf den Alben Digital Dictator bis Welcome to the Ball einen „kernigen, hymnenhaften US-Metal mit ganz viel Melodie“. Später orientierte man sich an moderneren Bands wie Pantera und Machine Head, ehe die Band ab Warball wieder mehr zum Stil ihrer früheren Alben zurückkehrte.